# مقصدهای پروازی سنگاپور ایرلاینز
این مقاله شامل فهرست مقصدهای پروازی سنگاپور ایرلاینز است (مه ۲۰۱۵):